# 明神岳 (三重県・奈良県)
明神岳（みょうじんだけ）は、奈良県川上村・三重県松阪市に跨る標高1,432 mの山。台高山脈の主稜を構成する。関西百名山・奈良百遊山に選定されている。

## 画像

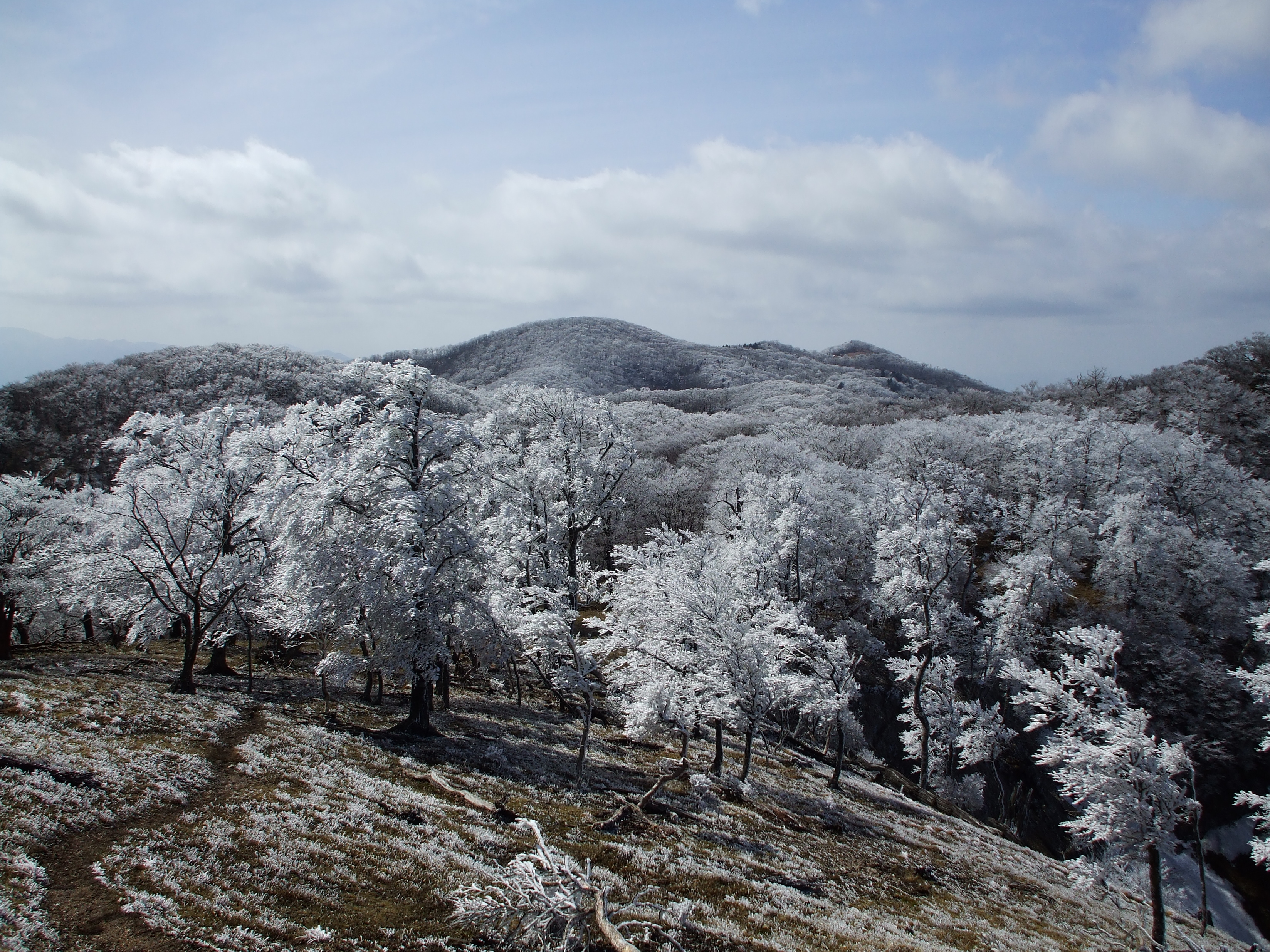
東方の桧塚奥峰から望む明神岳
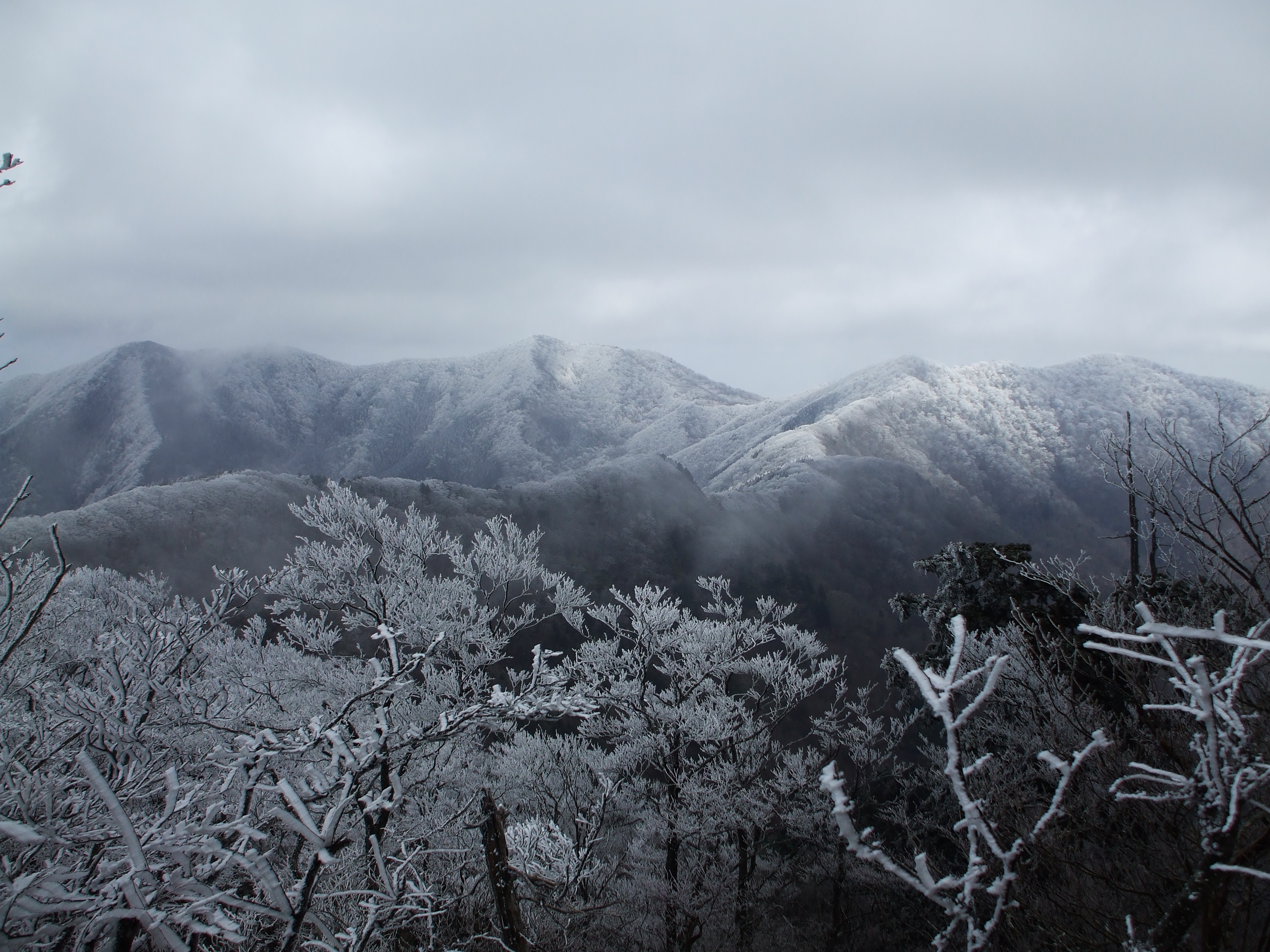
西方の薊岳から望む明神岳(右)、左が国見山で中央が水無山
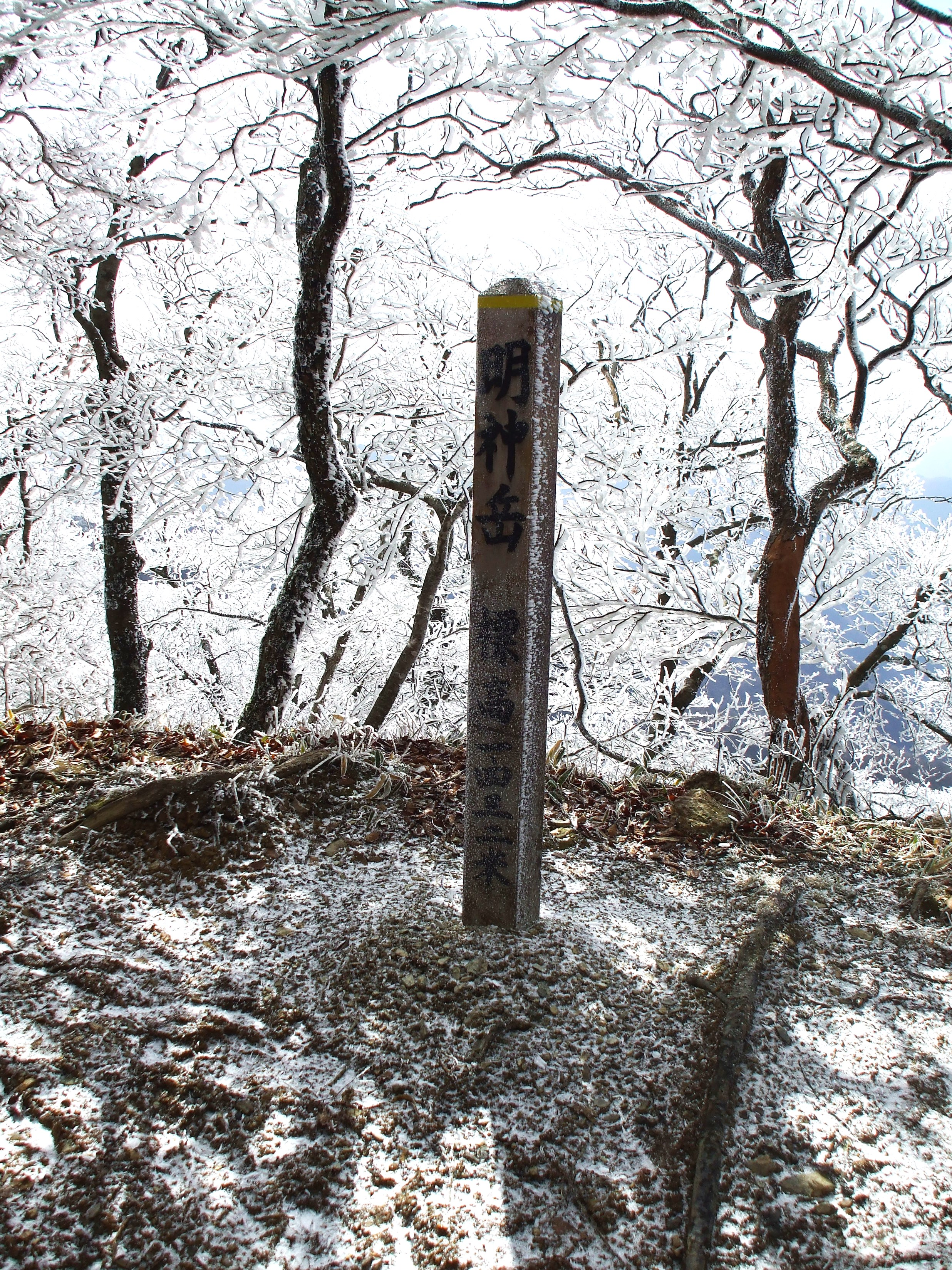
山頂標
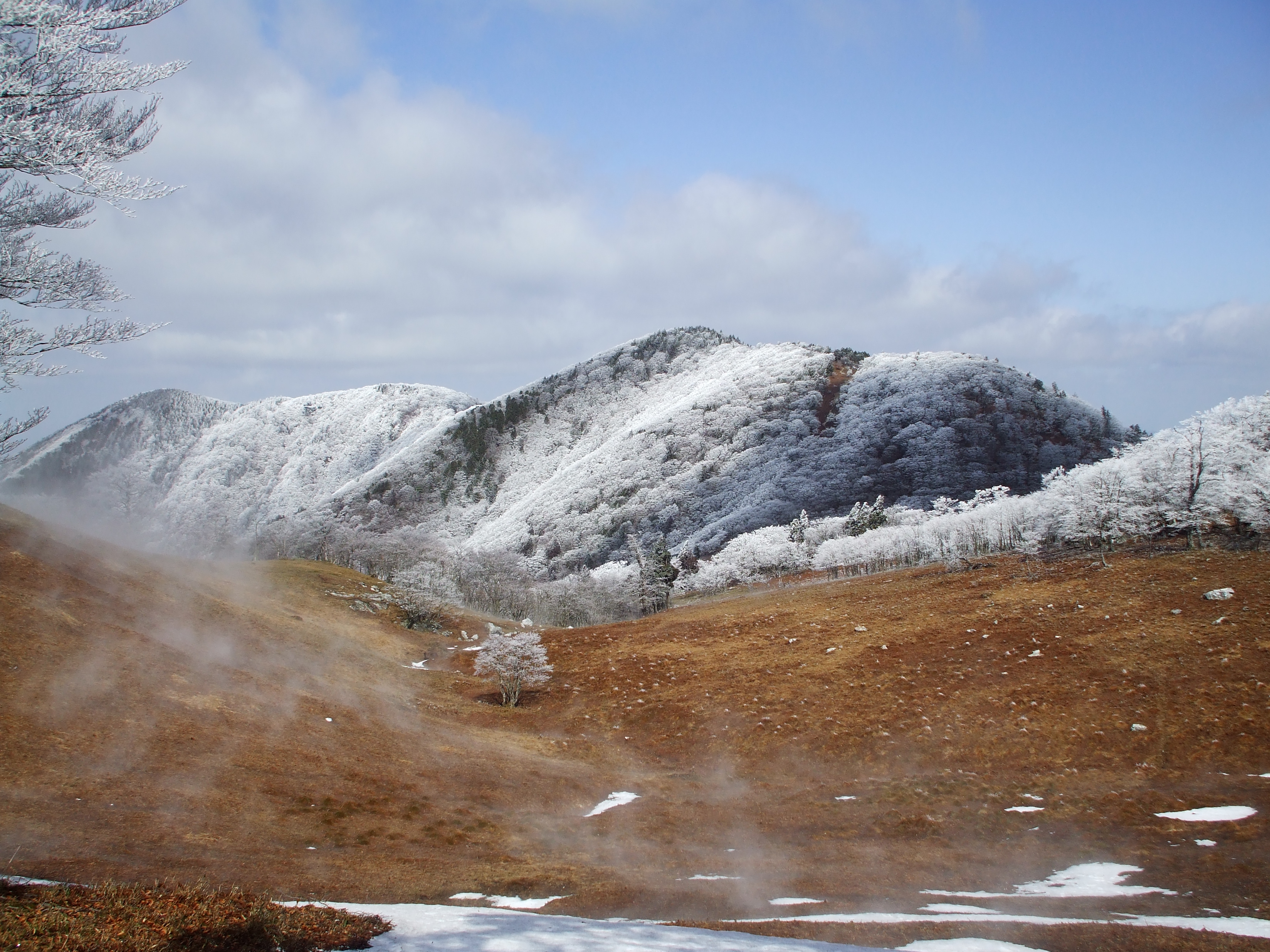
明神岳の北にある明神平、奥は水無山と国見山